# Dominic Vengert
Dominic Vengert (* 28. April 2006) ist ein deutscher Basketballspieler.

## Werdegang
Vengert übte als Kind beim Verein Post Südstadt Karlsruhe die Sportarten Judo, Tennis und Basketball aus. Wie seine Mutter Beate, die Basketball in der zweiten Liga gespielt hatte, und sein Vater Georg Vengert (ehemaliger Bundesligaspieler) schlug er eine Laufbahn im leistungsbezogenen Basketball ein.
Er spielte für PS Karlsruhe in der Jugend-Basketball-Bundesliga (JBBL). In Karlsruhes Zweitligamannschaft kam Vengert nicht zum Einsatz, war in den Spielzeiten 2022/23 und 2023/24 aber jeweils Mitglied des erweiterten Aufgebots der Mannschaft. Erste Erfahrung im Herrenbereich sammelte er in der zweiten Karlsruher Herrenmannschaft in der 2. Regionalliga.
Im Sommer 2024 wechselte Vengert zum Bundesligisten USC Heidelberg, um zunächst hauptsächlich beim USC II in der 2. Regionalliga sowie in der U19-Mannschaft in der Nachwuchs-Basketball-Bundesliga eingesetzt zu werden. Er bestritt im Oktober 2024 sein erstes Spiel in der Bundesliga und trug dazu bei, dass Heidelberg in der Saison 2024/25 überraschend das Halbfinale um die deutsche Meisterschaft erreichte.